# Anja Selbach

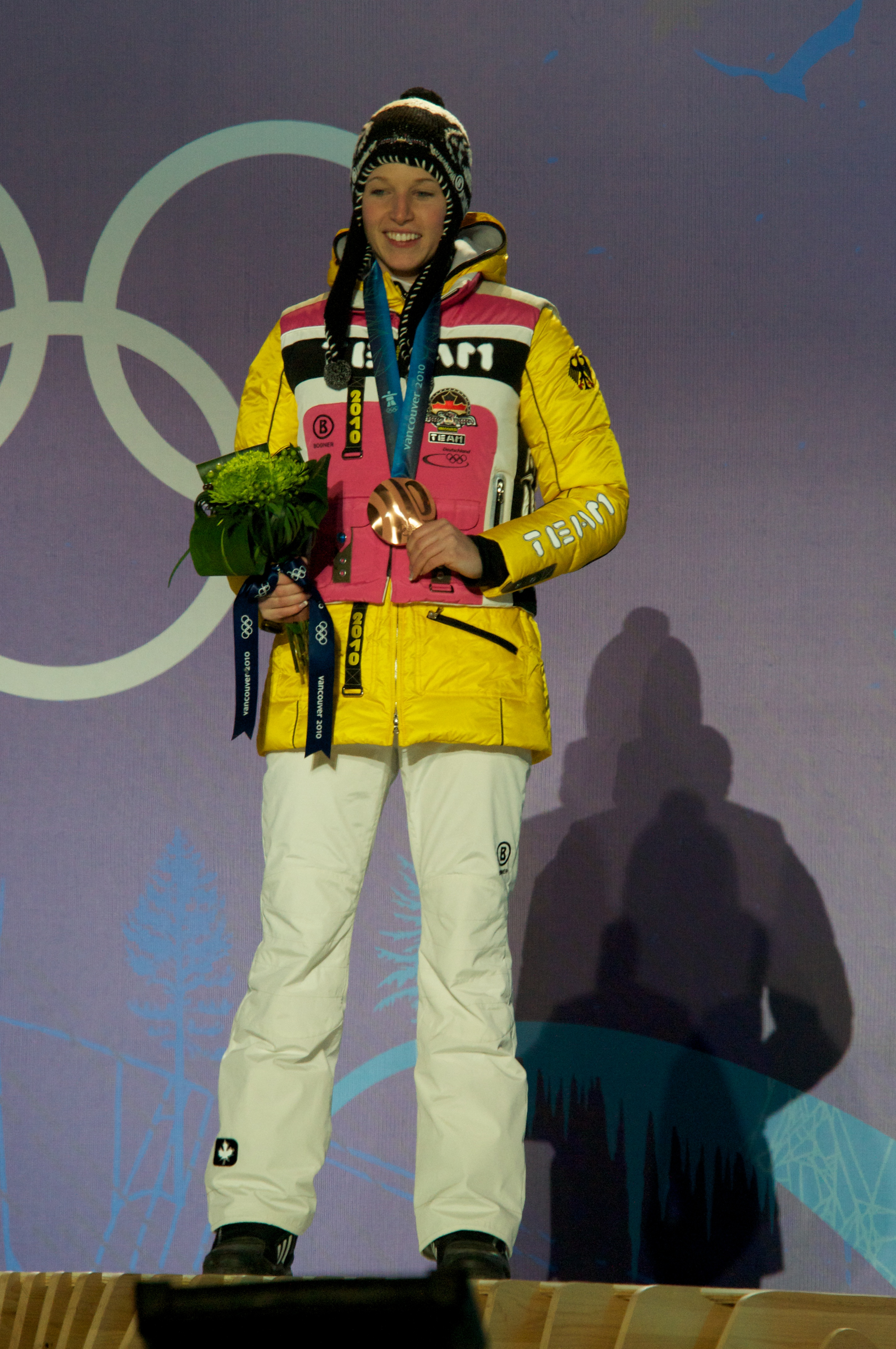
Anja Huber, medaglia di bronzo individuale a

Anja Selbach nata Huber (Berchtesgaden, 20 maggio 1983) è un'ex slittinista ed ex skeletonista tedesca.

## Biografia
Inizialmente conosciuta con il cognome da nubile, dopo il matrimonio avvenuto nel luglio del 2014 prese il cognome del marito David Selbach, capoallenatore della nazionale tedesca di snowboard e freestyle, e solo saltuariamente viene indicata come Anja Huber-Selbach.

### Gli inizi nello slittino
Ha iniziato a gareggiare per la nazionale tedesca di slittino nelle varie categorie giovanili nella specialità del singolo ottenendo, quali migliori risultati, un secondo posto nella classifica finale della Coppa del Mondo giovani nel 1999/00, un altro secondo posto in quella juniores nella stagione successiva e cogliendo un sesto ed un settimo posto in due edizioni dei mondiali juniores.

### Il passaggio allo skeleton
Ha abbandonato la carriera slittinistica nel 2003 per cimentarsi nello skeleton, in quanto le prospettive di carriera in seno alla squadra di slittino erano scarse, entrando subito a far parte della squadra nazionale juniores, con la quale vinse una medaglia di bronzo ai campionati iridati di categoria di Winterberg 2005; in quello stesso anno conquistò inoltre la Coppa Europa.
Ha esordito in Coppa del Mondo nella stagione 2005/06, ha conquistato il primo podio il 13 gennaio 2006 a Schönau am Königssee (2ª) e la prima vittoria il 19 gennaio 2007 ad Igls. Ha trionfato in classifica generale nell'edizione 2010/11 ed in altre due occasioni ha chiuso la stagione nelle prime tre posizioni.
Ha preso parte a tre edizioni dei Giochi olimpici invernali: a Torino 2006 ha concluso in ottava posizione, a Vancouver 2010 ha conquistato la medaglia di bronzo ed a Soči 2014 è giunto nuovamente all'ottavo posto.
Ha preso parte altresì a sei edizioni dei campionati mondiali, vincendo la medaglia d'oro ad Altenberg 2008 e quella d'argento a Schönau am Königssee 2011; in entrambe le occasioni ha poi bissato il proprio risultato anche nella prova a squadre miste.
Nelle rassegne continentali ha conquistato per quattro volte il titolo europeo, a Schönau am Königssee 2007, a Cesana Torinese 2008, ad Igls 2010 e ad Altenberg 2012, ed è salita sul podio europeo in altre tre occasioni.
A livello nazionale ha conquistato in cinque occasioni il titolo di campionessa tedesca.

## Palmarès

### Slittino

#### Coppa del Mondo juniores
- Miglior piazzamento in classifica generale nel singolo: 2ª nel 2000/01.

#### Coppa del Mondo giovani
- Miglior piazzamento in classifica generale nel singolo: 2ª nel 1999/00.

### Skeleton

#### Olimpiadi
- 1 medaglia:
  - 1 bronzo (singolo a Vancouver 2010).

#### Mondiali
- 5 medaglie:
  - 2 ori (singolo, gara a squadre ad Altenberg 2008);
  - 3 argenti (singolo, gara a squadre a Schönau am Königssee 2011; gara a squadre a Winterberg 2015).

#### Europei
- 7 medaglie:
  - 4 ori (singolo a Schönau am Königssee 2007; singolo a Cesana Torinese 2008; singolo ad Igls 2010; singolo ad Altenberg 2012);
  - 1 argento (singolo a Winterberg 2011);
  - 2 bronzi (singolo ad Igls 2013; singolo a Schönau am Königssee 2014).

#### Mondiali juniores
- 1 medaglia:
  - 1 bronzo (singolo a Winterberg 2005).

#### Coppa del Mondo
- Vincitrice della classifica generale nel 2010/11.
- 35 podi (30 nel singolo e 5 nelle gare a squadre):
  - 15 vittorie (12 nel singolo e 3 nelle gare a squadre);
  - 10 secondi posti (8 nel singolo e 2 nelle gare a squadre);
  - 10 terzi posti (tutti nel singolo).

##### Coppa del Mondo - vittorie
| Data             | Luogo                | Paese       | Disciplina                                                                                              |
| ---------------- | -------------------- | ----------- | --- |
| 19 gennaio 2007  | Igls                 | Austria     | singolo                                                                                                 |
| 23 febbraio 2007 | Schönau am Königssee | Germania    | singolo                                                                                                 |
| 28 novembre 2008 | Winterberg           | Germania    | singolo                                                                                                 |
| 5 dicembre 2008  | Altenberg            | Germania    | singolo                                                                                                 |
| 9 gennaio 2009   | Schönau am Königssee | Germania    | singolo                                                                                                 |
| 12 novembre 2009 | Park City            | Stati Uniti | singolo                                                                                                 |
| 22 gennaio 2010  | Igls                 | Austria     | singolo                                                                                                 |
| 2 dicembre 2010  | Calgary              | Canada      | singolo                                                                                                 |
| 3 dicembre 2010  | Calgary              | Canada      | gara a squadre con Frank Rommel, Stefanie Szczurek, Kristin Steinert, Manuel Machata e Florian Becke    |
| 9 dicembre 2010  | Park City            | Stati Uniti | singolo                                                                                                 |
| 14 gennaio 2011  | Igls                 | Austria     | singolo                                                                                                 |
| 4 febbraio 2011  | Cesana Torinese      | Italia      | singolo                                                                                                 |
| 3 dicembre 2011  | Igls                 | Austria     | gara a squadre con Frank Rommel, Sandra Kiriasis, Stephanie Schneider, Maximilian Arndt e Jan Speer     |
| 7 gennaio 2012   | Altenberg            | Germania    | singolo                                                                                                 |
| 19 gennaio 2013  | Igls                 | Austria     | gara a squadre con Frank Rommel, Sandra Kiriasis, Janine Tischer, Francesco Friedrich e Thorsten Margis |

#### Campionati tedeschi
- 6 medaglie:
  - 5 ori (singolo a Schönau am Königssee 2007; singolo ad Altenberg 2008; singolo a Schönau am Königssee 2011; singolo ad Altenberg 2013; singolo a Schönau am Königssee 2014);
  - 1 argento (singolo a Winterberg 2006).

#### Coppa Europa
- Vincitrice della classifica generale nel 2004/05.
- 6 podi:
  - 2 vittorie;
  - 4 secondi posti.

#### Coppa Intercontinentale
- Miglior piazzamento in classifica generale; 21ª nel 2009/10.
- 2 podi:
  - 2 vittorie.

#### Coppa Nordamericana
- Miglior piazzamento in classifica generale; 8ª nel 2007/08.
- 4 podi:
  - 2 vittorie;
  - 1 secondi posti;
  - 1 terzi posti.